# Vélez-Málaga
Vélez-Málaga er en by og kommune i det sydlige Spanien i provinsen Málaga. Den har et indbyggertal på 85.990 (2024) indbyggere.
Vélez-Málaga ligger på Costa del Sol og er også hovedstaden i amtet La Axarquía. La Axarquía er det geografiske område mellem Rincón de la Victoria kommune og Nerja kommune. Byen Vélez-Málaga har haft bystatus siden 1487.
Byens helgen er Nuestra Señora de los Remedios y San Sebastián.